# 島津久崇
島津 久崇（しまづ ひさたか、1992年〈平成4年〉 - ）は、鹿児島県出身の日本の神職。加治木島津家第14代。

## 経歴
2008年公開の映画「チェスト!」に出演した。
小学生の時まで野太刀自顕流を修行する。鹿児島修学館高等学校を卒業後は、東京薬科大学生命科学部に進学。大学在学中に神職の資格を取得し、2014年2月より、精矛神社の権禰宜に任命される。その年の3月に東京薬科大学を中退し、4月からは帝京大学法学部に編入した。

## 系譜
- 父：島津義秀